# Семіхінони

Приклад пара-семіхінону

Семіхінони (рос. семихиноны, англ. semiquinones) — радикал-аніони зі структурою –O–Z–O•, де Z є орто- або пара-ариленова група або аналогічна гетероариленова група.
Формально вони генеруються приєднанням електрона до хінону. Утворюються при окисненні гідрохінонів або відновленні хінонів у лужному середовищі.
В кислому середовищі приєднують протон з утворенням феноксильних радикалів, які диспропорціонуються в хінгідрони.
В аліфатичному ряду семіхінонам відповідають семідіони: R–C(O–)=C(O•)R.